# Gabriela Rodríguez de Bukele
Gabriela Rodríguez de Bukele (ur. 31 marca 1985 w San Salvador) – salwadorska psycholog prenatalna, pedagog i tancerka baletowa nikaraguańskiego pochodzenia, założycielka pierwszego centrum edukacyjnego specjalizującego się w edukacji prenatalnej w Salwadorze, pierwsza dama Salwadoru  od 2019, żona prezydenta Nayiba Bukele.

## Życiorys
Urodziła się 31 marca 1985 w San Salvador w Salwadorze. Była najmłodszą spośród czterech córek José Roberto Rodrígueza Trabanino i Nikaraguanki Areny Perezalonso de Rodríguez.
Od 2004 była w związku z Nayibem Bukele. Pobrali się w grudniu 2014, kiedy Bukele sprawował urząd burmistrza Nuevo Cuscatlán.
Ukończyła studia na wydziale psychologii prenatalnej i pedagogii. Pracowała jako tancerka baletowa w firmie Fundación Ballet de El Salvador. Założyła pierwsze centrum edukacji prenatalnej w Salwadorze i była jego dyrektorką. Była też regionalną przedstawicielką w Stowarzyszeniu Psychologii Prenatalnej i Perinatalnej oraz Zdrowia (APPPAH).
Po tym jak z mężem przeprowadziła się do San Salvador, podjęła się utworzenia Stołecznego Sekretariatu Kultury i Baletu. Gdy jej mąż 1 maja 2015 został burmistrzem miasta, pracowała nad przywróceniem Ośrodków Rozwoju Dziecka (CDI) na rynkach miejskich. Nadzorowała wdrożenie programu edukacyjnego i kontroli żywieniowej.
3 lutego 2019 jej mąż Nayib Bukele wygrał wybory na prezydenta Salwadoru w pierwszej turze. W związku z tym, 1 czerwca Gabriela Rodríguez de Bukele została pierwszą damą republiki. Była zaangażowana w prace nowego rządu związane z opieką społeczną i kierowała programami społecznymi. 15 sierpnia urodziła swoje pierwsze dziecko, córkę o imieniu Layla.